# Lars-Erik Moberg
Pour les articles homonymes, voir Moberg.
Lars-Erik Moberg, né le 7 août 1957 à Katrineholm, est un kayakiste suédois.

## Carrière
Lars-Erik Moberg participe aux Jeux olympiques de 1984 à Los Angeles et remporte trois médailles d'argent, la première en K-1 500 m, la deuxième en K-2 500 m et la troisième en K-4 1 000 M.